# لوساغبیور، آراگاتسوتن
لوساغبیور، آراگاتسوتن (به ارمنی: Լուսաղբյուր) یک روستا در ارمنستان است که در استان آراگاتسوتن واقع شده‌است.  در  کیلومتری شمال آشتاراک، مرکز استان آراگاتسوتن واقع شده است.